# 六诏山
六诏山，是位于中国云贵高原的一座山脉，地处云南省东南部。六诏山为文山壮族苗族自治州境内的主要山脉。六诏山主峰为羊雄山，海拔为2502米，位于丘北县境内。
2014年2月1日，六诏山爆发山林火灾。2日凌晨2点左右，山火被全部扑灭，没有发生复燃、无人员伤亡。起火原因仍在进一步调查中。